# Extracto seco primitivo
El extracto seco primitivo (ESP) de una cerveza es el conjunto de ingredientes orgánicos que componen el mosto antes del proceso de fermentación. Se expresa en gramos de ESP por cada 100 gramos de mosto y nos ofrece información sobre la cantidad de cereal utilizado en la elaboración de la cerveza.
Es decir, es el porcentaje de malta, lúpulo y otros componentes que tenemos en la mezcla de cerveza antes de su fermentación. De esta forma, si tenemos un 90% de agua, su ESP será del 10%.
Según la legislación en España, las cervezas se clasifican, en función de su porcentaje de extracto seco primitivo (ESP), en tres tipos:
- Cervezas corrientes: con hasta un 13 % de ESP.
- Cervezas especiales: con entre el 13 y el 15 % de ESP.
- Cervezas extras: con más del 15 % de ESP.

Por tanto, el ESP nos indica de qué tipo de cerveza se trata. Así pues, en una cerveza sin alcohol, el porcentaje puede variar entre el 2 % y 4 %; las cervezas tradicionales suelen estar alrededor del 10%, mientras que las especiales pueden rondar el 15%.